# Serra de Cebollera

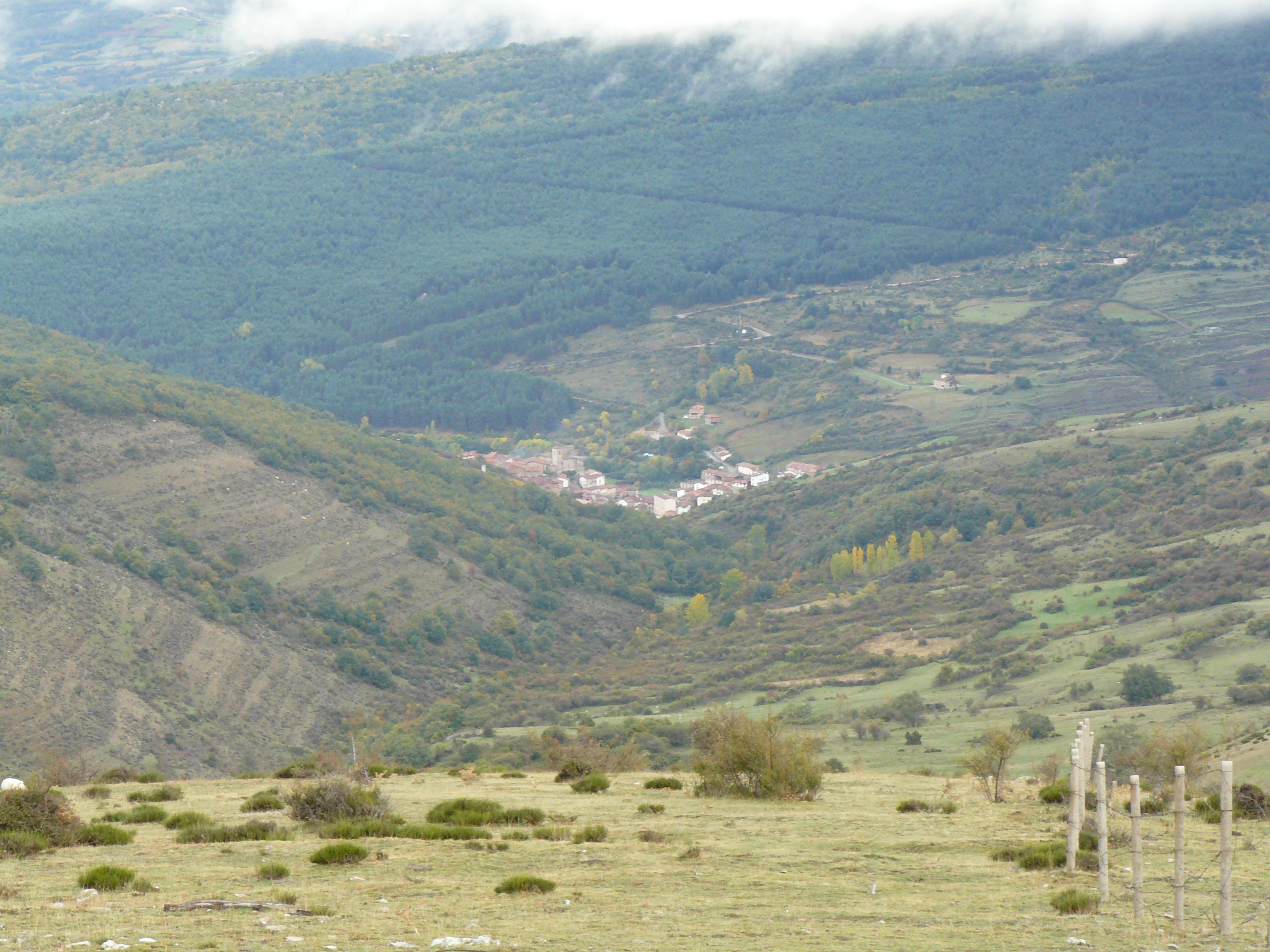
Una vista de Villoslada de Cameros, dins el parc natural.

La Serra de Cebollera és parc natural des de l'any 1995 i està situada a la comunitat de La Rioja. Al vessant nord de la Serra de Cebollera, a la vall del riu Iregua, a la comarca del Camero Nuevo, a uns 50 quilòmetres de Logronyo per la carretera N-111. Té una extensió de 23.640 hectàrees que inclouen els termes municipals de Villoslada de Cameros i Lumbreras, amb els llogarets de San Andrés i El Horcajo, amb una població conjunta propera als mig miler d'habitants.
La Serra de Cebollera és un enclavament geològic privilegiat dins del Sistema Ibèric per les formacions glacials a alçades superiors als 2.000 metres. Per sota de l'alta muntanya predominen els extens boscos naturals de pi silvestre, faig i roure, amb destacats valors ecològics i paisatgístics en el curs dels torrents de muntanya, amb salts d'aigua i petites cascades en un entorn de bosc de ribera.
Es tracta d'un paisatge que recuperat els boscos després de segles d'activitat intensa de la transhumància a les terres de Cameros. Una cultura tradicional que ha deixat la seva empremta integrada al nou paisatge a través dels corrals, les cabanes de pastors i les ermites.
La línia de cims de la Serra de Cebollera es localitza entre el Port de Santa Inés (1.753. m) i el Port de Piqueras (1.710 m), al sud del Parc Natural: Castillo de Vinuesa (2.083 m), Peñón de Santocenarrio (2.058 m), Cebollera (2.164 m), La Mesa (2.163 m) i Alto de Cueva Mayor (2.138 m).